# Vive Miss Glory
Pour le film sorti en 1935, voir Page Miss Glory (film, 1935).
Pour plus de détails, voir Fiche technique et Distribution.
Vive Miss Glory (titre original : Page Miss Glory) est un court métrage d'animation de la série américaine Merrie Melodies réalisé par Tex Avery, produit par Leon Schlesinger Productions et distribué le 7 mars 1936 par Warner Bros. Pictures. Ce dessin animé est emblématique du mouvement Art Déco.

## Synopsis
Une ville, Hicksville, se prépare à accueillir Miss Glory. Dans l'hôtel de la ville, Abner, un groom, attend anxieusement l'arrivée de Miss Glory et s'endort. Il rêve alors de l'arrivée de cette dernière et s'imagine être le groom d'un hôtel cosmopolitain. À la fin de son rêve, le directeur de l'hôtel réveille Abnel qui se dépêche d'accompagner Miss Glory à l'hôtel, mais cette dernière se révèle être une petite fille.

## Spécificité
Ce court-métrage est un des premiers opus de Tex Avery pour Leon Schlesinger Productions. D'un dessin extrêmement stylisé (du moins pour la séquence centrale, qui s'oppose au début et à la fin du dessin animé), il est atypique dans l'œuvre du réalisateur et fait figure aujourd'hui de manifeste Art déco, plus précisément du style Streamline, à son apogée en 1935. On peut d'ailleurs voir dans la séquence centrale un immeuble ressemblant à l'Empire state building ou au Chrysler Building, tout récents à l'époque. 
En effet le film joue sur une dichotomie entre l'univers réel ou évolue le groom Abner et ses rêves urbains. D'un côté, la  petite ville de Hicksville (qui pourrait se traduire par Péquenot-Ville), bâtie en planches, et très campagnarde (les avertisseurs d'automobiles de luxe entendus par Abner dans son rêve sont, dans la vraie vie, des beuglements de vaches et des oies qui cacardent). De l'autre côté, l'univers de ses rêves : une ville futuriste où triomphent l'architecture et le design Art Deco, où les personnages stylisés, portant smoking et monocle, roulent dans des limousines au capot interminable et semblent sortis d'une affiche de Cassandre. Ce monde luxueux voguant sur des flots de champagne, où règne une vamp blonde et longiligne moulée dans un fourreau de soie rouge, révèle une Miss Glory bien différente de la petite fille qui apparaît à la fin du film.
Au générique, c'est l'artiste Leadora Congdon qui est créditée pour le design de cet univers Streamline Moderne.

## Fiche technique
- Réalisation : Tex Avery
- Scénario : inconnu
- Production : Leon Schlesinger Studios
- Musique originale : Carl W. Stalling
- Montage et technicien du son : Treg Brown (non crédité)
- Durée : 8 minutes
- Pays : États-Unis
- Langue : anglais
- Distribution : 1936 : Warner Bros. Pictures
- Format : 1,37 :1 Technicolor Mono
- Date de sortie : 
  - États-Unis : 7 mars 1936

## Voix originales
- Tommy Bond :
- Bernice Hansen :